# Wiertniki
Wiertniki (biał. Вертнікі, Wiertniki; ros. Вертники, Wiertniki) – wieś na Białorusi, w obwodzie mińskim, w rejonie dzierżyńskim, w sielsowiecie Putczyna, przy drodze republikańskiej R65.

## Historia
W Rzeczypospolitej Obojga Narodów leżały w województwie mińskim, w powiecie mińskim. Wchodziły w skład hrabstwa kojdanowskiego Radziwiłłów. Odpadły od Rzeczypospolitej w 1793, w wyniku II rozbioru.
W XIX i w początkach XX w. wieś i dwa folwarki położone w Rosji, w guberni mińskiej, w powiecie mińskim, w gminie Kojdanów. Po I wojnie światowej pod administracją polską, w Zarządzie Cywilnym Ziem Wschodnich, w okręgu mińskim, w powiecie mińskim, w gminie Kojdanów.
W wyniku postanowień traktatu ryskiego znalazły się w granicach Związku Sowieckiego. W latach 1932–1937 w Polskim Rejonie Narodowym im. Feliksa Dzierżyńskiego. Od 1991 w niepodległej Białorusi.